# Districte de la Broye

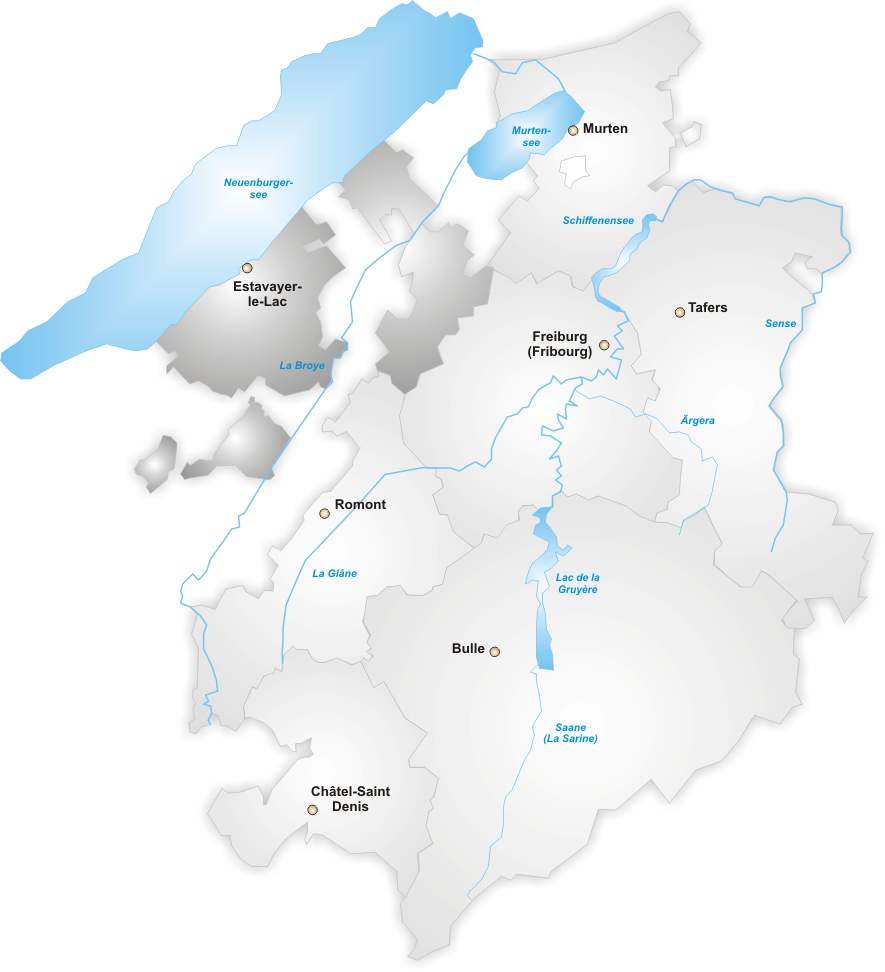
Districte de Broye

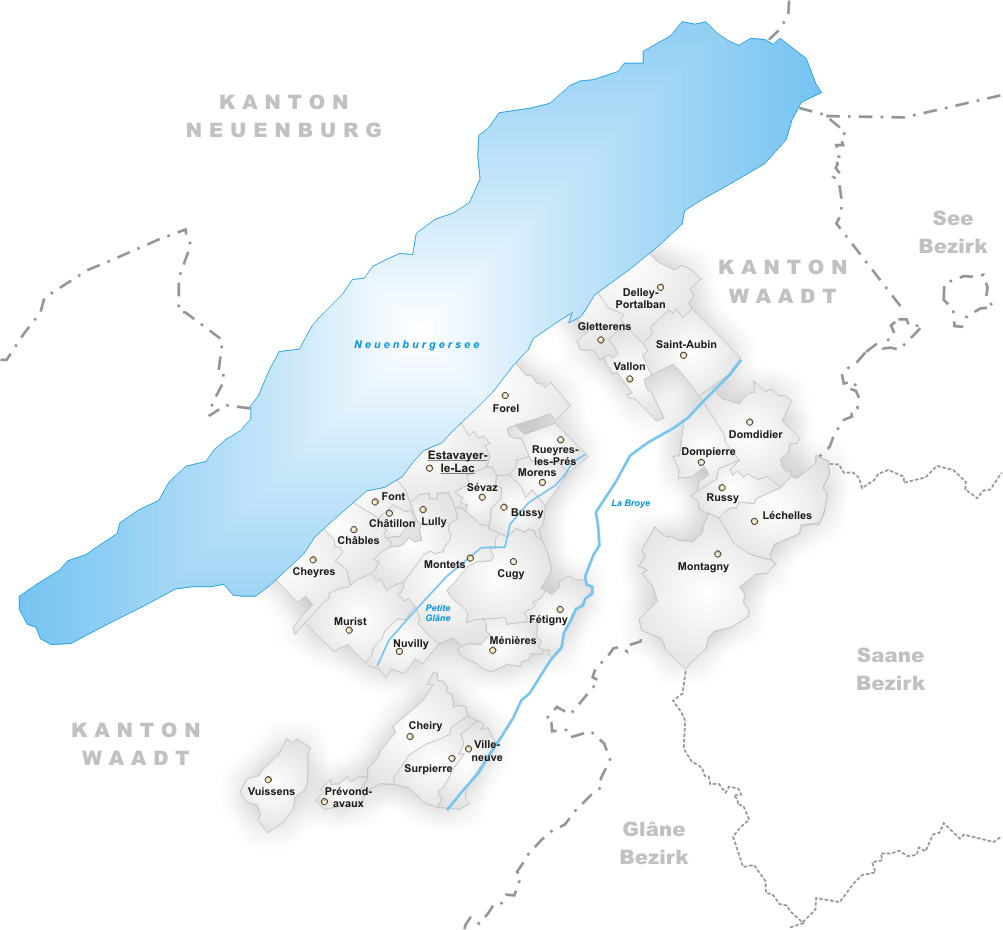
Municipis del districte de Broye

El Districte de Broye (en alemany Broyebezirk) és un dels set districtes del Cantó de Friburg a Suïssa. Té 22438 habitants (cens de 2003) i una superfície de 173,88 km². Està format per 31 municipis i el cap del districte és Estavayer-le-Lac. Es tracta d'un districte amb el francès com a llengua oficial.

## Municipis
| Nom              | Habitants (2003) | Superfície en ha |
| ---------------- | ---------------- | ---------------- |
| Bussy            | 271              | 360              |
| Châbles          | 533              | 480              |
| Châtillon        | 288              | 130              |
| Cheiry           | 277              | 443              |
| Cheyres          | 810              | 516              |
| Cugy             | 896              | 657              |
| Delley-Portalban | 441              | 440              |
| Domdidier        | 2266             | 896              |
| Dompierre        | 616              | 445              |
| Estavayer-le-Lac | 4656             | 641              |
| Fétigny          | 651              | 408              |
| Font             | 264              | 252              |
| Gletterens       | 611              | 302              |
| Léchelles        | 538              | 875              |
| Les Montets      | 1143             | 1035             |
| Lully            | 703              | 544              |
| Ménières         | 286              | 433              |
| Montagny         | 1856             | 1752             |
| Morens           | 140              | 258              |
| Murist           | 438              | 820              |
| Nuvilly          | 311              | 397              |
| Prévondavaux     | 66               | 180              |
| Rueyres-les-Prés | 244              | 318              |
| Russy            | 198              | 372              |
| Saint-Aubin      | 1285             | 790              |
| Sévaz            | 172              | 246              |
| Surpierre        | 242              | 254              |
| Vallon           | 290              | 351              |
| Vernay           | 851              | 832              |
| Villeneuve       | 258              | 354              |
| Vuissens         | 164              | 562              |